# Nikolaus Csáky

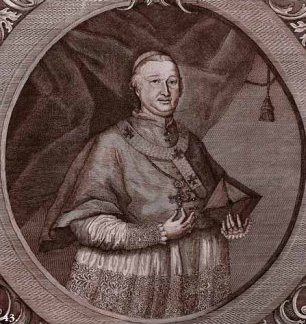
Nikolaus Csáky, Erzbischof von Gran und Primas von Ungarn

Nikolaus Graf Csáky von Körösszeg und Adorján (ung. körösszegi és adorjáni gróf Csáky Miklós) (* 5. Dezember 1698 auf der Zipser Burg, Komitat Zips, Königreich Ungarn; † 31. Mai 1757 in Preßburg, Königreich Ungarn) war Erzbischof von Gran und Fürstprimas von Ungarn.

## Leben
Nikolaus Joseph Csáky zu Keresztszeg wurde auf der Zipser Burg als jüngster Sohn des Landesrichters Stephan V. Csáky und seiner dritten Frau Maria Barkóczy geboren. Kardinal Emmerich Csáky, der spätere Erzbischof von Kalocsa, war sein älterer Halbbruder. 
Ab 1716 studierte er zuerst am Pazmaneum in Wien. In Rom setzte er seine Studien am Collegium Germanicum et Hungaricum fort. 1721 promovierte er zum Dr. theol. Am 19. September 1722 wurde er zum Priester geweiht.

### Bischof von Großwardein
Csáky kehrte am 5. April 1723 nach Ungarn zurück und wurde Kanoniker in Großwardein. 1737 wurde er zum Bischof von Großwardein ernannt. Die Bischofsweihe erhielt er am 2. Februar 1738 in Kaschau durch den Erzbischof von Erlau Gabriel Anton Erdődy (* 1684, † 1744). In seiner Eigenschaft als Bischof von Großwardein erhielt er automatisch den (erblichen) Titel eines Obergespans des Komitats Bihar. Hier kümmerte er sich intensiv auch um nichtkirchliche Angelegenheiten: Er gründete in Großwardein eine Eisen- und Glashütte sowie eine Tuchfabrik, um den Armen eine Beschäftigung zu geben; außerdem gründete er eine Druckerei. Über den Fluss Schnelle Kreisch (ung. Sebes-Körös, rum. Crișul Repede) ließ er eine Brücke bauen. Sein Leibarzt war der Kežmaroker Arzt Daniel Fischer.

### Erzbischof von Kalocsa
Am 13. Mai 1747 wurde Csáky zum Erzbischof von Kalocsa ernannt. Der von seinem Vorgänger Gabriel II. Hermanus von Patarcic (1733–1745) begonnene Bau der Kathedrale von Kalocsa wurde von ihm beendet.    

### Erzbischof von Gran sowie Primas von Ungarn
Am 30. Juli 1751 erhielt er die Ernennung zum Erzbischof von Gran und Fürstprimas von Ungarn. Das erzbischöfliche Pallium erhielt er am 2. Februar 1752. Von Maria Theresia wurde seine Tätigkeit hoch geschätzt. Wegen seiner Wohltätigkeit wurde er von der Kaiserin zum ersten Protector aller Lehranstalten im Lande ernannt. Er galt als Mäzen der Armen und der Bedürftigen. Außerdem ließ er eine große Anzahl von Kirchen und Pfarrhäusern im ganzen Land erbauen.     
Noch in den letzten Monaten seines Lebens ließ er auf einmal 20.000 Gulden unter die Armen verteilen. Seine übrige Habe war ohnedies meist den Bedürftigen zugeflossen. Mit jeder neuen Würde steigerte sich seine Wohltätigkeit, er wies oft mehr an seine Kasse an, als sich darin vorfand.      
Nikolaus Csáky starb am 31. Mai 1757 in Preßburg, dem damaligen Sitz der Erzbischöfe von Gran. Der Redner an seinem Sarg zeichnete diesen Kirchenfürsten mit den Worten aus: „Arm hat ihn gemacht die bischöfliche, ärmer die erzbischöfliche, ganz arm die Primatialwürde“. Seine sterblichen Überreste wurden in der erzbischöflichen Gruft unter der Elemosynarius-Kapelle im St.-Martins-Dom in Preßburg bestattet.